# Оппоков Євген Володимирович
Євген (Євгеній) Володимирович Оппоков (20 січня 1869, с. Руде Село Сквирського повіту Київської губернії — 11 листопада 1937, Київ) — відомий вчений — гідролог, меліоратор, доктор технічних наук, академік АН УРСР, академік ВАСГНІЛ, професор Київського політехнічного інституту, директор Науково-дослідного інституту водного господарства, один з основоположників гідрології в Україні.

## Біографія
Навчався у Київському університеті (1886—1887). У 1892 р. закінчив Петербурзький технологічний інститут. У 1917 р. — професор, 1928 р. — доктор технічних наук, 1929 — академік АН УРСР, 1935 — академік ВАСГНІЛ.
Працював інженером з осушення боліт в системі Міністерства землеробства (1893—1903), старшим інженером-гідротехніком (1903—1913), керівником вишукувальних робіт з осушення (1913—1918) Управління землеробства і державного майна Мінської губернії.
Професор Київського політехнічного інституту, професор Краснодарського політехнічного інституту (1917—1928). Одночасно — завідувач меліоративним відділенням Водбуду в м. Краснодарі (1920—1921), керівник н.-д. кафедри у Київському сільськогосподарському інституті (1922—1925), завідувач кафедри гідрології в Київському будівельному інституті, професор кафедри меліорації Київського гідромеліоративного інституту (1925—1928). Директор НДІ водного господарства (1926—1937), одночасно — завідувач кафедри торфу у Гірничо-геологічному інституті (1933—1937).
Нагороджений золотою медаллю імені Ф. П. Літке Російського географічного товариства у 1916 р.
Є. В. Оппокова було репресовано в 1937 р. Вчений загинув 11 листопада 1937 року і був похований у Биківнянському лісі. Реабілітовано посмертно.
Рідний брат — Оппоков Михайло Володимирович (1879—1915) — громадський діяч, військовий, загинув у роки Першої світової війни.
Троюрідний брат по матері відомого українського історика і політичного діяча Михайла Сергійовича Грушевського (батько Євгена Оппокова був двоюрідним братом матері Михайла Грушевського — Глафіри Захарівни Оппокової (Грушевської).

## Наукова робота
Розробляв проблеми гідромеліорацій, гідрологічного режиму річок. Уточнив рівняння водного балансу річкового басейну (рівняння Пенка — Оппокова). Керував гідрологічними дослідженнями при будівництві ДніпроГЕС. Разом з А. В. Огієвським та В. О. Назаровим розробив методи прогнозів висоти весняної повені Дніпра та його приток. Вивчав режим підземних вод, умови артезіанського водозабезпечення міст. Брав участь у роботі комісії з електрифікації України в рамках ГОЕЛРО.

## Наукові праці
- Речные системы Полтавской губернии. — Ч. 1 — 2., 1901—1905.
- Режим речного стока в бассейне Верхнего Днепра выше г. Киева. — 1913.
- Водные богатства Украины. — 1925.
- Болота-торф'яники. Походження, будова та типи боліт-торф'яників, їх глибина та довжина. — 1926.
- Гідрометрія: Підручник. — 1930 (у співавторстві з А. В. Огієвським).

## Вшанування пам'яті
В Києві існує вулиця Академіка Оппокова.